# Garam schah, la garam schah
Garam schah, la garam schah (paschtunisch Garam shah lā garam shah „Werde heiß, werde immer heißer“) war von 1978 bis 1992 die Nationalhymne der Demokratischen Republik Afghanistan.

## Geschichte
Nach der Saur-Revolution, mit der in Afghanistan eine kommunistisch ausgerichtete Regierung die Macht übernahm, wurde 1978 von der Regierung Taraki eine neue Nationalhymne angenommen. Der Text hatte den Sozialismus, der nun auch Afghanistan eingeführt wurde, zum Thema.
Wie lange der Nationalhymne in Gebrauch war, ist unklar: Je nach Quelle war sie bis 1987 (formale Abschaffung des Einparteiensystems), 1989 (Abzug der sowjetischen Truppen) oder 1992 (Sturz der Regierung Nadschibullah) in Gebrauch. Danach wurde entweder die vorherige Hymne So Tsche Da Mezaka Asman Wi verwendet oder es gab gar keine Nationalhymne. 
Nach der Einnahme Kabuls durch die Mudschaheddin wurde 1992 Qal’a-ye Islam, qalb-e Asiya, ein altes Kampflied, die neue Nationalhymne.

## Paschtunischer Originaltext
تا ا ی مقدس لامارا

ای دا آزادی لامارا

ای دا نکمارغی لامارا
موژ پاتوفانونوکای

پری کرا دا بار لارا

هم دا تورو شپو لارا

هم ده رانای لارا

سرا ده سرباز لارا

پاکا ده رور لارا

## Transkription
Garam shah lā garam shah

Ta e muquadas lamara

E da-āzādī lamara

E da-nekmarghī lamara.
Muzh patūfānunokē

Prī kra da-barī lāra

Ham da-toro shpo lāra

Ham da-ranāī lāra

Sra da-sarbāzī lāra

Paka da-rorī lāra.
Garam shah lā garam shah

Ta e muquadas lamara

E da-āzādī lamara

E da-nekmarghī lamara.
Dā inqilābī vatan

Os da-kārgarāno de

Dagha da-zmaro mīrās

Os da-bāzgarāno de

Ter-so da-sitam daur

Vār da-mazdūrāno de.
Garam shah lā garam shah

Ta e muquadas lamara

E da-āzādī lamara

E da-nekmarghī lamara.
Muzh pa-nārīvālo-ke

Sola au urūrī ğvārū

Muzhan ziyār istunko-ta

Parākha āzādī ğvārū

Muzh varta dode ğvārū

Kor ğvārū kālī ğvārū.

## Deutsche Übersetzung
Werde heiß, werde heißer

Du, die heilige Sonne.

Oh Sonne der Freiheit,

Oh Sonne der glücklichen Zukunft.
Wir sind durch den Sturm

An das Ziel des Weges gekommen.

Wir haben die Pfade der Dunkelheit

wie den Weg des Lichtes durchquert.

Die rote Straße des Sieges,

den lauteren Weg der Brüderlichkeit.
Werde heiß, werde heißer

Du, die heilige Sonne.

Oh Sonne der Freiheit,

Oh Sonne der glücklichen Zukunft.
Unser revolutionäres Vaterland

ist nun in den Händen der Werktätigen.

Das Erbe der Löwen

gehört jetzt den Bauern.

Das Zeitalter der Tyrannei ist vorbei,

die Ära der Arbeiter ist gekommen.
Werde heiß, werde heißer

Du, die heilige Sonne.

Oh Sonne der Freiheit,

Oh Sonne der glücklichen Zukunft.
Wir wollen Frieden und Brüderlichkeit

unter den Völkern der Welt.

Wir fordern mehr Freiheit

für Alle, die sich plagen.

Wir wollen Brot für sie,

Wir wollen Häuser und Kleidung.